# José Padilha
José Bastos Padilha Neto (* 1. srpna 1967 Rio de Janeiro) je brazilský filmový režisér, producent a scenárista.
Studoval obchod na Pontifícia Universidade Católica do Rio de Janeiro a politologii a anglistiku na Oxfordské univerzitě. V roce 1997 založil se spolužáky filmovou produkční společnost Zazen Produçõe. Svůj první film, dokument Autobus 174, natočil v roce 2002. Jeho nejúspěšnější film Elitní jednotka z roku 2007 pojednává o boji brazilské policie s narkomafií a hlavní roli v něm hrál Wagner Moura. V roce 2008 film získal v Berlíně Zlatého medvěda a v Rio de Janeiru Cenu ACIE. Roku 2010 vzniklo pokračování Elitní jednotka 2: Vnitřní nepřítel, které vyhrálo Havanský filmový festival a zastupovalo Brazílii v nominaci na Oscar za nejlepší cizojazyčný film.
Padilha také režíroval akční thriller Robocop, remake kultovního filmu Paula Verhoevena z roku 1987. Pro stanici Netflix vytvořil seriál Narcos a jeho pokračování Narcos: Mexiko. Ve filmu Operace Entebbe rekonstruoval únos letadla v ugandském Entebbe, k němu došlo 4. července 1976. Pro Zayna Malika režíroval video k písni „Let Me“.